# 頑張って!ご主人様
『頑張って!ご主人様』（中国原題：崩壊吧!主人）は、中国テンセントビデオと北京動卡動優文化傳媒有限公司の共同制作で2015年7月17日から隔週金曜日の10:00に配信されている日本・大阪が舞台のバラエティ番組。

## 概要
本編はカワイイコアパフォーマーのレディビアード、中国人気アニソン歌手のミア（血純茗雅）とゲスト1名による「頑張ってシスターズ」が「ナニワのペテン師」を名乗るお笑いコンビ「レモンスカッシュ」の「レスカじゅん」（岡崎順次、ケーエープロダクション）に連れられて大阪の街をめぐりつつ、ドッキリを仕掛けられる内容。
本編後の「お散歩ミアちゃん」と題されたコーナーでは、ミアが大阪や東京などの様々な場所を散歩するおまけ映像がある。
なお、日本版と中国版で異なる部分がある。

## 日中配信版の違い
各話に中国配信版と日本配信版が存在する。テンセントビデオで配信されているものを中国版、ニコニコ動画の「MYC Channel」にて配信されているものを日本版として記述する。
以下に違いについて列挙する。
- 一部編集が異なる。日本版に基づいて編集しているように見える。
- 中国版のほうが特殊エフェクトやスーパーが多い。
- スタッフロールが微妙に異なる。
- 中国版では一部出演者の名前が全部漢字になっている。（例えばレスカじゅんが柠汽顺、櫻井ゆりのが「櫻井百合乃」）
- 中国版ではレディビアードが英語表記「Ladybeard」になっている。

## 出演者

### MC
- レスカじゅん

### 頑張って!シスターズ
- レディビアード
- ミア（血純茗雅）
- 櫻井ゆりの（2015年7月17日・第一話）
- 小原春香（2015年8月7日・第二話）
- 飯端美樹（2015年10月9日・第五話）
- 佐藤絵里香（2015年10月23日・第六話）
- まどぅ(愛してマリー)（2015年11月6日・第七話）

### ゲスト
第二話
- ダンスの先生 - 登内千恵

第三話
- ドッキリターゲット - 李媛（リ・エン）

第四話
- ドッキリターゲット - 卡修（ガッシュ）

第七話
- メイドさん‐南園みちな(STB138)

## 訪問店舗
第一話
- 旬鮮 鉄板厨房 花や
- ブラジリアンバー BUteCO

第二話
- 新世界元祖串かつ"だるま"通天閣店
- セルロダンススクール

第四話
- メイド喫茶　卯月
- イベント：MYC11（北京動卡動優文化傳媒有限公司主催のコミック・アニメ・ゲーム系総合イベント）

第五話
- AMA Clinic
- Face Factory

第六話
- 蛸にし家
- Mr. Shinの店

第七話
- 鉄板焼きBeroBeroBar(べろべろばあ）
- 電子タバコ専門店「禁煙屋」

## 配信日時
| 回数  | 放送日（曜日）           | 配信開始時間（中国時間/日本時間） | 視聴者数(人) |
| ----- | ------------------------ | --------------------------------- | ------------ |
| 第1回 | 2015年7月17日（金曜日）  | 中国版9:00 / 日本版12:00          | 2,827,984    |
| 第2回 | 2015年8月7日（金曜日）   | 中国版9:00 / 日本版12:00          | 3,452,655    |
| 第3回 | 2015年8月21日（金曜日）  | 中国版9:00 / 日本版12:00          | 3,463,565    |
| 第4回 | 2015年9月25日（金曜日）  | 中国版9:00 / 日本版12:00          | 3,704,183    |
| 第5回 | 2015年10月9日（金曜日）  | 中国版9:00 / 日本版12:00          | 3,505,309    |
| 第6回 | 2015年10月23日（金曜日） | 中国版9:00 / 日本版12:00          | 2,393,707    |
| 第7回 | 2015年11月6日（金曜日）  | 中国版9:00 / 日本版12:00          |              |

- 注：視聴者数は配信から7日間の統計。

## 主なスタッフ
- 監督：城戸秀道（COOL、有限会社クール)
- 脚本：荻原伸介
- 音楽：河原嶺旭
- 制作デスク：川毛喜一郎、峰岸宏行
- 助手：川毛美津希、杏樹
- 企画：耿琪
- プロダクションマネージャー：趙莹、真紅
- 編集：呉荻(中国版)
- 宣伝：武冕、呉俊達
- 運営：朱艶、李佳、梅婷婷、劉淳
- 制作：北京動卡動優文化傳媒有限公司、有限会社クール、株式会社ミネルヴァ
- 制作協力：株式会社フライメディア
- プロデューサー：劉景春、余媛媛
- パブリッシャー：段徳俊、王波
- 著作：テンセントビデオ